# Sea-Land D-6-Klasse
Die D-6-Klasse war eine Klasse von vier Containerschiffen der US-amerikanischen Reederei Sea-Land Corporation, deren Mittelschiffe ursprünglich Teil vier älterer Sea-Land-Schiffe waren. Sea-Land nahm die Schiffe zwischen 1977 in Betrieb. Die Containerschiffe der D-6-Klasse waren bei ihrem Bau die ersten Motorschiffe der Reederei Sea-Land.

## Geschichte
Anfang der 1960er Jahre ließ die Reederei Sea-Land vorhandene T3-Tanker zu Containerschiffen der T3-Klasse umbauen. Die dazu nötigen Mittelschiffe waren 1962/63 in Hamburg bei der Schlieker-Werft und bei Blohm & Voss gebaut worden. Nachdem die Antriebsanlagen der schon im Zweiten Weltkrieg gebauten Standardtankschiffe das Ende ihrer Lebensdauer erreicht hatten, sandte man diese 1977 zur Mitsubishi-Werft in Kobe, die unter Verwendung der älteren Mittelschiffe neue Containerschiffe herstellte. Die Vor- und Achterschiffe wurden abgetrennt und später verschrottet, die verbliebenen Mittelschiffe erhielten bei Mitsubishi für 52,2 Millionen US-Dollar neue Vor- und Achterschiffe und wurden als D-6-Klasse wieder in Fahrt gesetzt.
Die Antriebsanlage bestand aus einem Mitsubishi-Sulzer 6RND90 Dieselmotor, der den als Neubauten klassifizierten Schiffen zu einer Geschwindigkeit von 18,5 Knoten verhalf. Die Neubauten fassten 1023 TEU in Cellguides.
Durch den Bau der Mittelschiffe Anfang der 1960er Jahre ergab sich zum Ende der Betriebszeit der bemerkenswerte Umstand, dass sie zu den wohl letzten Containerschiffen zählten, deren Rumpf teilweise noch genietet war.

## Übersicht
Es wurden vier D-6-Schiffe gebaut.
| D-6-Klasse          | D-6-Klasse                    | D-6-Klasse | D-6-Klasse       | D-6-Klasse                                                                                               | D-6-Klasse                           |
| Bauname             | Werft/Baunummer Mittelschiff  | IMO-Nummer | Indienststellung | Umbenennungen                                                                                            | Verbleib                             |
| ------------------- | ----------------------------- | ---------- | ---------------- | --- | ------------------------------------ |
| Sea-Land Leader     | Mitsubishi/6451 Elizabethport | 7714325    | 1977             | 1988 → Sea Leader, 2008 → MSC Leader                                                                     | Abbruch ab 16. Februar 2010          |
| Sea-Land Pioneer    | Mitsubishi/6452 Los Angeles   | 7714337    | 1978             | 1989 → Sea Pioneer, 2008 → MSC Pioneer                                                                   | Abbruch ab 18. Februar 2010 in Alang |
| Sea-Land Pacer      | Mitsubishi/6453 San Juan      | 7714349    | 1978             | 2006 → Pacer, 2007 → MSC Baleares, 2009 → Baleares                                                       | Abbruch ab Juni 2009                 |
| Sea-Land Adventurer | Mitsubishi/6454 San Francisco | 7714351    | 1978             | 1999 → Sea Adventure 1999 → Maersk Constantza 2002 → Sea Adventure 2002 → Maersk Koper, 2008 → MSC Koper | Abbruch ab 2. Februar 2010           |